# 대전광역시하천관리사업소
대전광역시하천관리사업소(大田廣域市河川管理事業所)는 대전광역시 내의 금강, 갑천, 유등천, 대전천을 종합적이고 효율적으로 정비·관리하기 위하여 대전광역시청 산하에 설치된 사업소이다.
사업소장은 지방서기관이나 지방기술서기관으로 보한다.
대전 용문동에서 대청댕으로 가는 길이 여러군데
통행하는 도로를 일방적으로 차단시킨것을
보며 안타까움에 글을 남겨봅니다.
도로를 차단할 경우 우회도로를 만들어
주심이 합당하거늘 어찌하여 그렇게 일방적으로
통행금지를 하고 우회 도로가 없는지 도저히
이해할 수 없으니 담당자께서 자전거를
이용하셔서 실사를 나와 체험해보시기
바랍니다. 그리고  빠른 시간에 시정조치해주시기
바랍니다.

## 조직
소장
- 관리팀
- 시설팀